# Gurdżaani
Gurdżaani (gruz. გურჯაანი) – miasto w Gruzji, znajdujące się w regionie Kachetia, stanowiące główną miejscowość prowincji Gurdżaani.
Guurdżani leży w dolinie rzeki Alazani, 415 m n.p.m., 110 km od stolicy Gruzji, Tbilisi. Miasto jest jednym z centrów gruzińskiego przemysłu winiarskiego. Do ważnych obiektów znajdujących się w Guurdżani należą: Kościół Zaśnięcia Matki Bożej (Kvelatsminda), pochodzący z VIII-IX wieku; Muzeum Lokalnej Tradycji i Historii oraz Muzeum Nato Vachnadze. Niedaleko od miasta znajduje się historyczny ośrodek leczenia błotem – Akhtala.

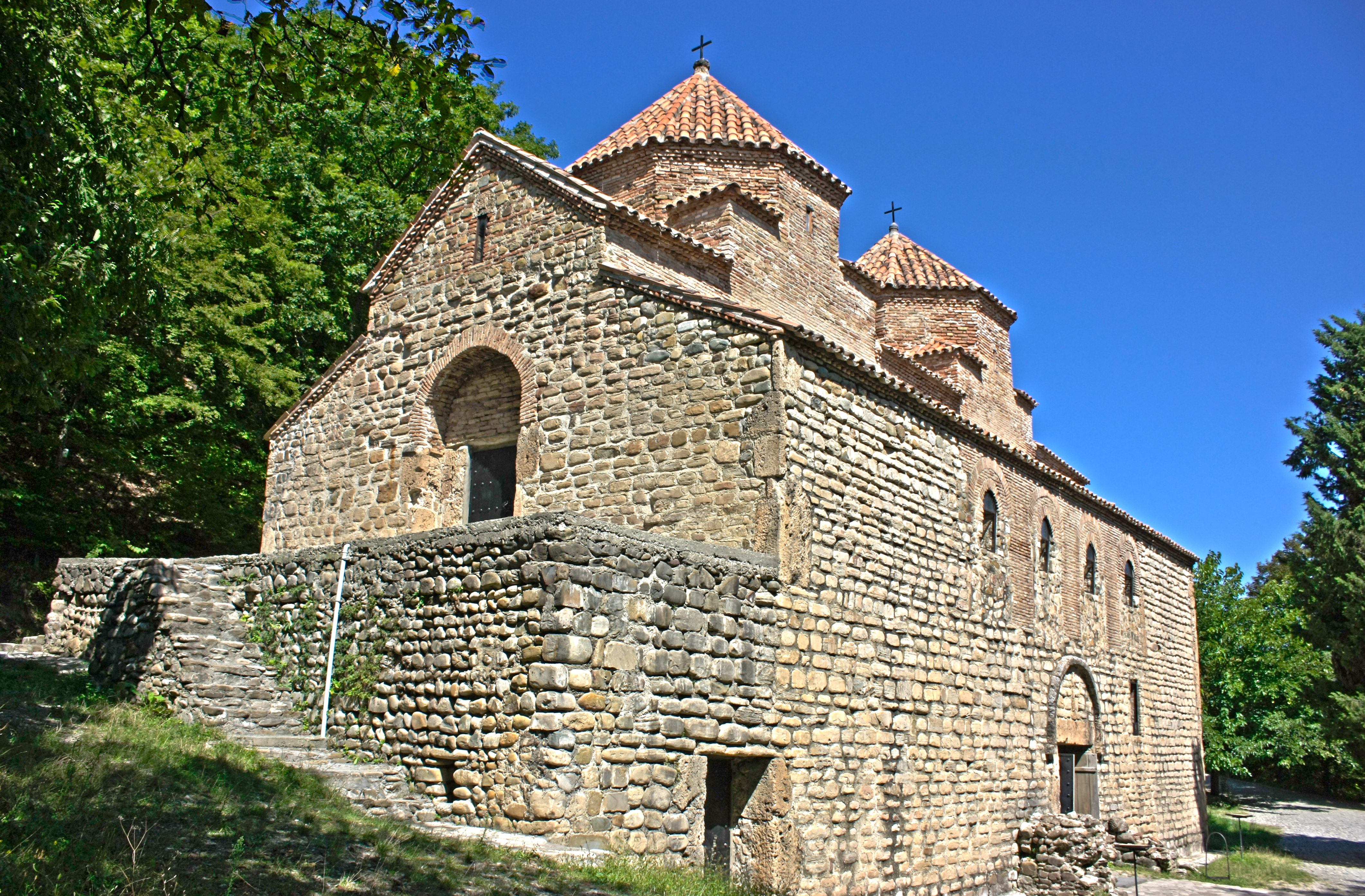
Kościół Zaśnięcia Matki Bożej (Kvelatsminda)
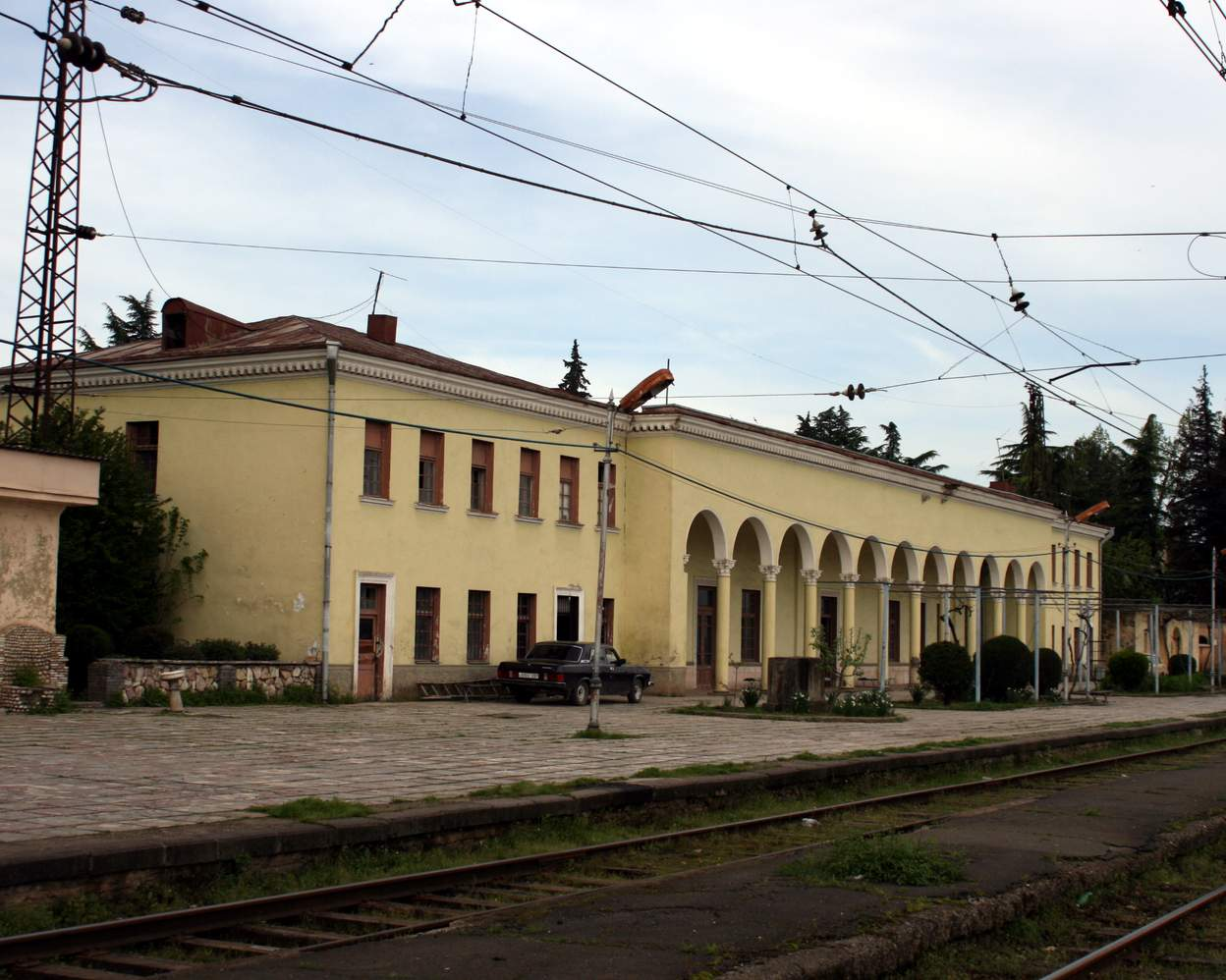
Dworzec kolejowy
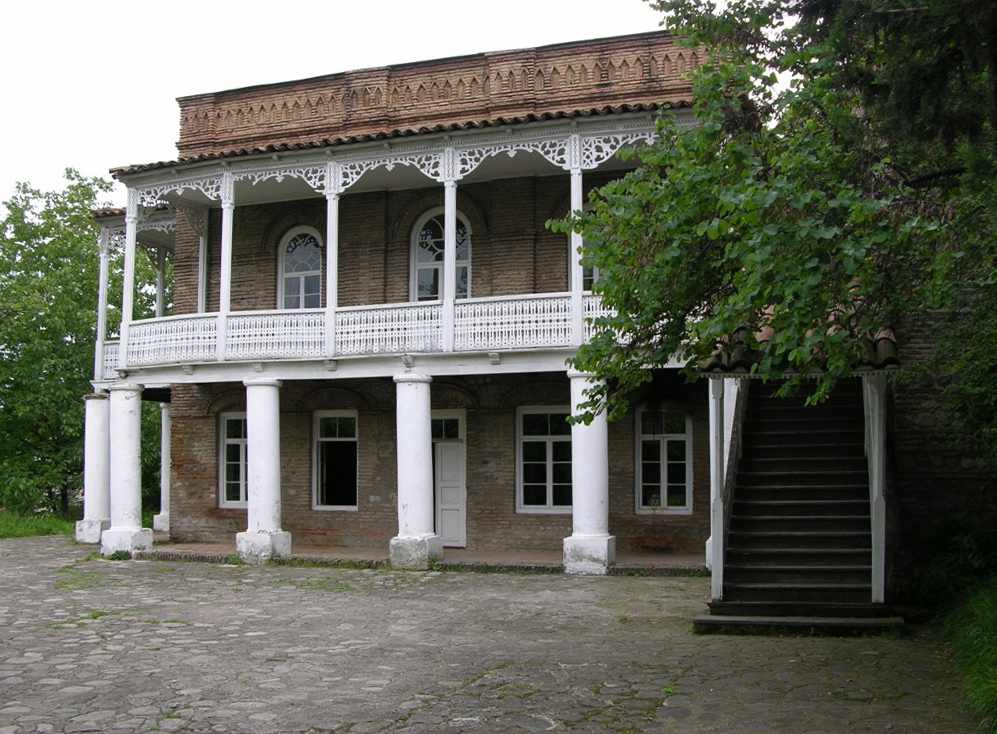
Muzeum Nato Vachnadze
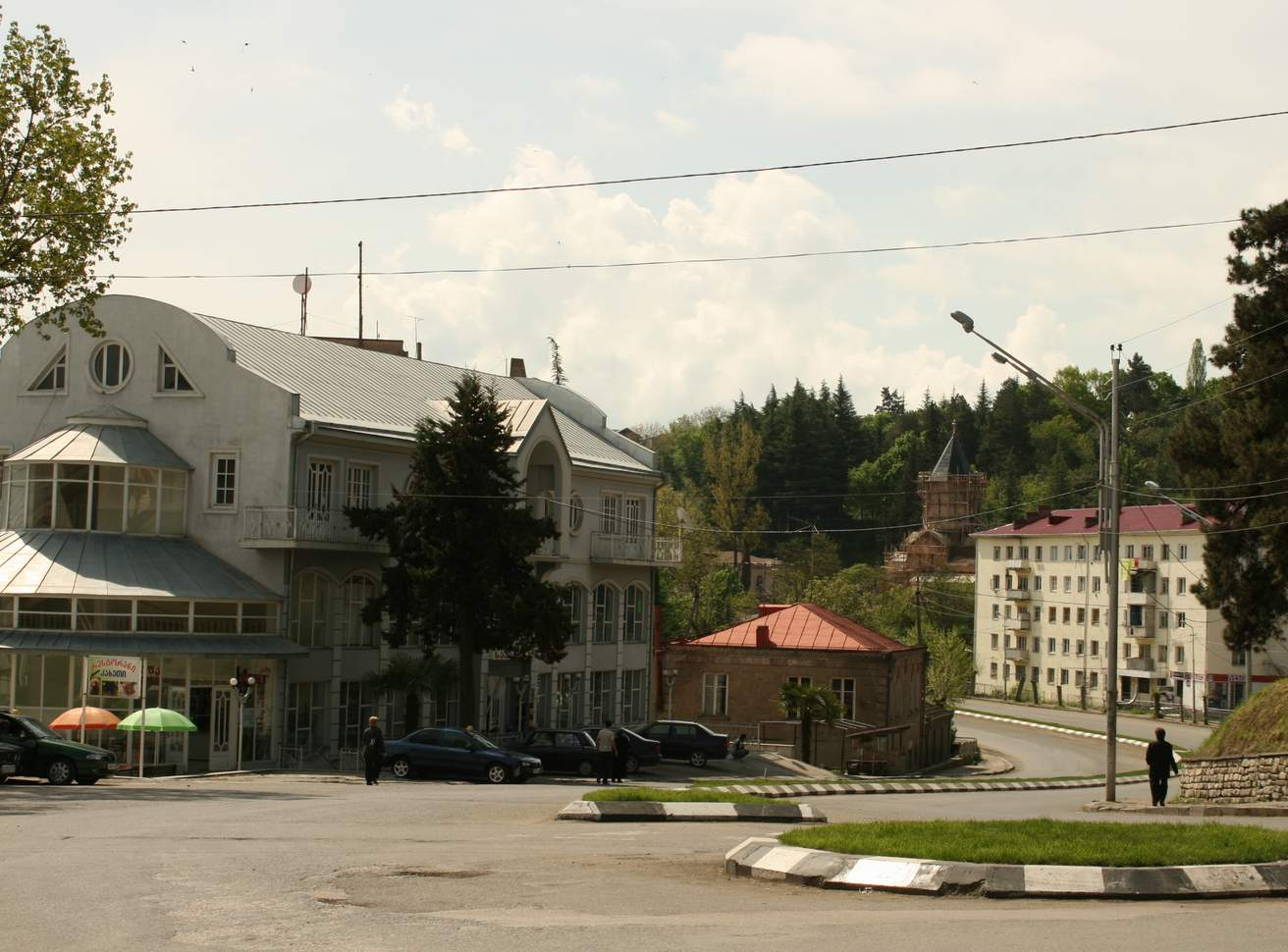
Ulica Wolności